# Угрюмово (Износковский район)
Угрю́мово — деревня в Износковском районе Калужской области Российской Федерации.

## Этимология
По преданию, железнодорожная станция (разъезд) и населённый пункт названы в честь землевладельцев и помещиков Угрюмовых.

## Физико-географическое положение
Деревня расположена в северо-западной части Калужской области, на границе со Смоленской областью. Расстояние до областного центра, — Калуги, по автодорогам ~ 114,2 км, до районного центра, Износки ~ 17,7 км.

## Население
| 2002 | 2010 |
| ---- | ---- |
| 72   | ↗73  |

## История
XIX век
Обширными угодьями и лесными участками в этих краях владел помещик Угрюмов, в его честь при строительстве Ряжско-Вяземской железной дороги был назван железнодорожный разъезд, а немногим позднее деревня, расположенная вдоль большака на Ивановское.
Через Угрюмово проходил важный торговый путь, — «Гжатский тракт» (Юхнов — Гжатск).
XX век
В 1914 году Угрюмово упоминается в «Статистическом обзоре Калужской губернии» как одна из 11 важных железнодорожных станций региона.
В 1928 году при разъезде была открыта начальная школа, реорганизованная позднее в «Школу колхозной молодёжи» с семилетним периодом обучения. В 1932 году школа становится неполной средней.
Великая Отечественная война
В годы войны, в непосредственной близости от Угрюмово, по берегам рек Истры и Вори, в 1942—1943-х годах проходила линия фронта.
1941
К середине октября 1941 года вся территория современного Износковского района была оккупирована противником. На подконтрольной территории был установлен «новый порядок» жертвами которого пали многие жители Угрюмова и района.
1942
В январе-марте 1942 года в этих местах героически сражались части 33-й армии генерал-лейтенанта Михаила Ефремова. Здесь в январе 1942 года была введена в прорыв ударная (западная) группа: (160-я, 113-я, 329-я, 338-я сд.), передовые части которой, к 03.02.1942 достигли юго-западных окраин Вязьмы.
3-5 февраля 1942, «сходящимися клиньями», в направлении на Угрюмово, противник из района Захарово и Ду́бна, силами 20 тд, «группы Майндля», «офицерского полка» СС, десантно-штурмового полка Люфтваффе, других частей и соединений из района западнее Юхнова нанес ряд массированных ударов при поддержке авиации и артиллерии. Кольцо окружения захлопнулось. Разъезд и населённый пункт оказался в руках врага. Бойцы, командиры и политработники ударной (западной) группы 33а героически сражались в окружении в районе Вязьма — Федотково — Замытское, вплоть до конца апреля 1942 года.
9 февраля силами 774 и 479 сп 222-й стрелковой дивизии была предпринята безуспешная попытка деблокировать коридор по железной дороге на Вязьму. Противник ответил пулемётным и миномётным огнём, взять разъезд не удалось.
Вплоть до марта 1943 года, разъезд, населённый пункт и укрепрайоны по берегам рек Истры и Вори неоднократно переходили из рук в руки.
1943
К моменту освобождения, к 8 марта 1943 года, населённый пункт и постройки на территории разъезда были практически все уничтожены, хозяйства разрушены, а большая часть жителей угнана немцами на принудительные работы в Германию.
После освобождения была проведена большая работа по разминированию, очистке полей, большого болота у разъезда и перелесков от разбитой военной техники, брошенного оружия и боеприпасов, но опасные сюрпризы подстерегают грибников и путешественников в окрестностях деревни и разъезда и в наши дни.
После войны
В 1946 году на пустырях недалеко от железнодорожного разъезда было организовано военное подсобное хозяйство, а в 1948 году был создан совхоз «Трудовик».

## Транспорт
Одноимённый железнодорожный разъезд. Две пары дизельных поездов до Вязьмы, Тёмкино и Калуги-1. Иногда до районного центра и села Ивановское ходит ведомственный автобус. В любое время можно вызвать легковое и грузовое такси.

## Памятники — монументы
В конце войны, в 700-х метрах западнее разъезда Угрюмово было организовано захоронение, — братская могила, где были похоронены бойцы и командиры, погибшие в боях и умершие от ран и болезней в 1942—1943 гг.
Позднее, в неё были перенесены останки воинов из небольших братских могил в окрестностях а на могиле установлен памятник в виде усеченной пирамиды, увенчанной пятиконечной звездой. У основания монумента установлена плита с надписью: «Вечная слава героям, павшим за Родину. 1941—1945». Всего в могиле захоронено 275 героев.

## Статьи и публикации
- Татьяна Романова. В районе Износок // Весть : газета. — 2012. — 31 мая.
- Гжатский тракт. Дорога Хлеба и Крови // Помни Войну - Великая Отечественная война : интернет-портал. — 2009. — 29 апреля.